# Berosus
Den här sidan handlar om skalbaggssläktet, för den grekisk-babylonske prästen, se Berossos.
Berosus är ett släkte av skalbaggar som beskrevs av Leach 1817. Berosus ingår i familjen palpbaggar.

## Bildgalleri

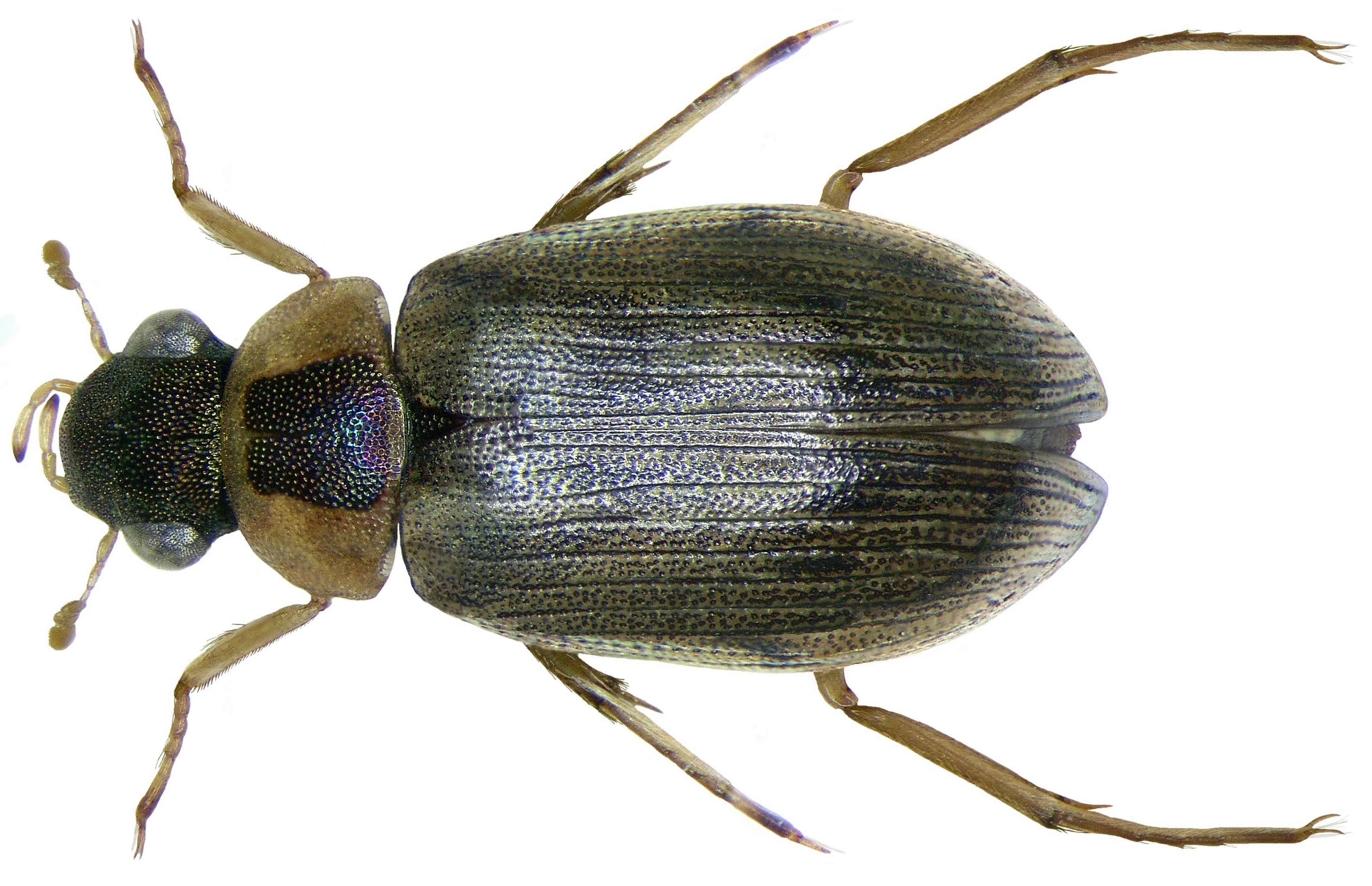
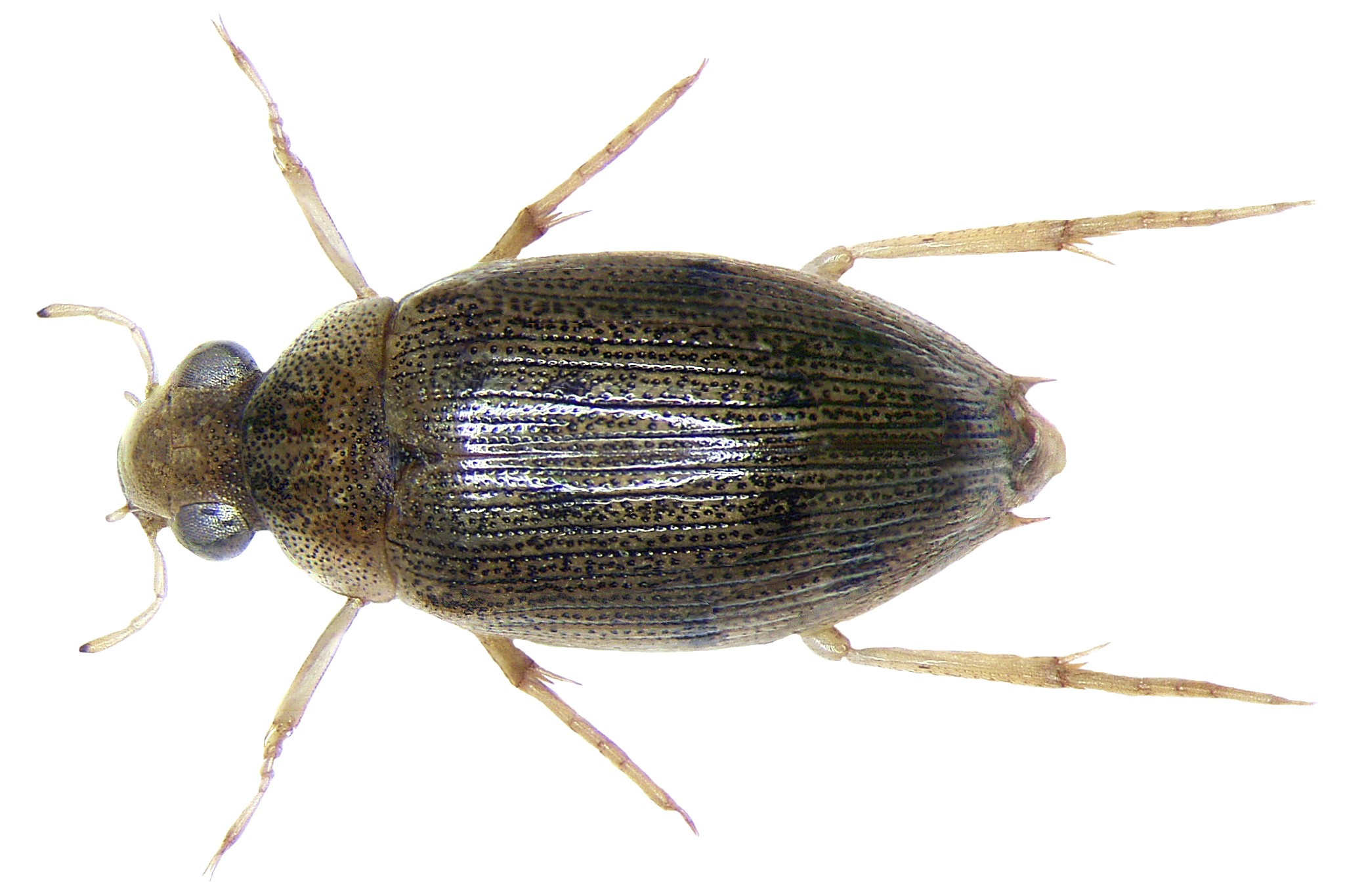
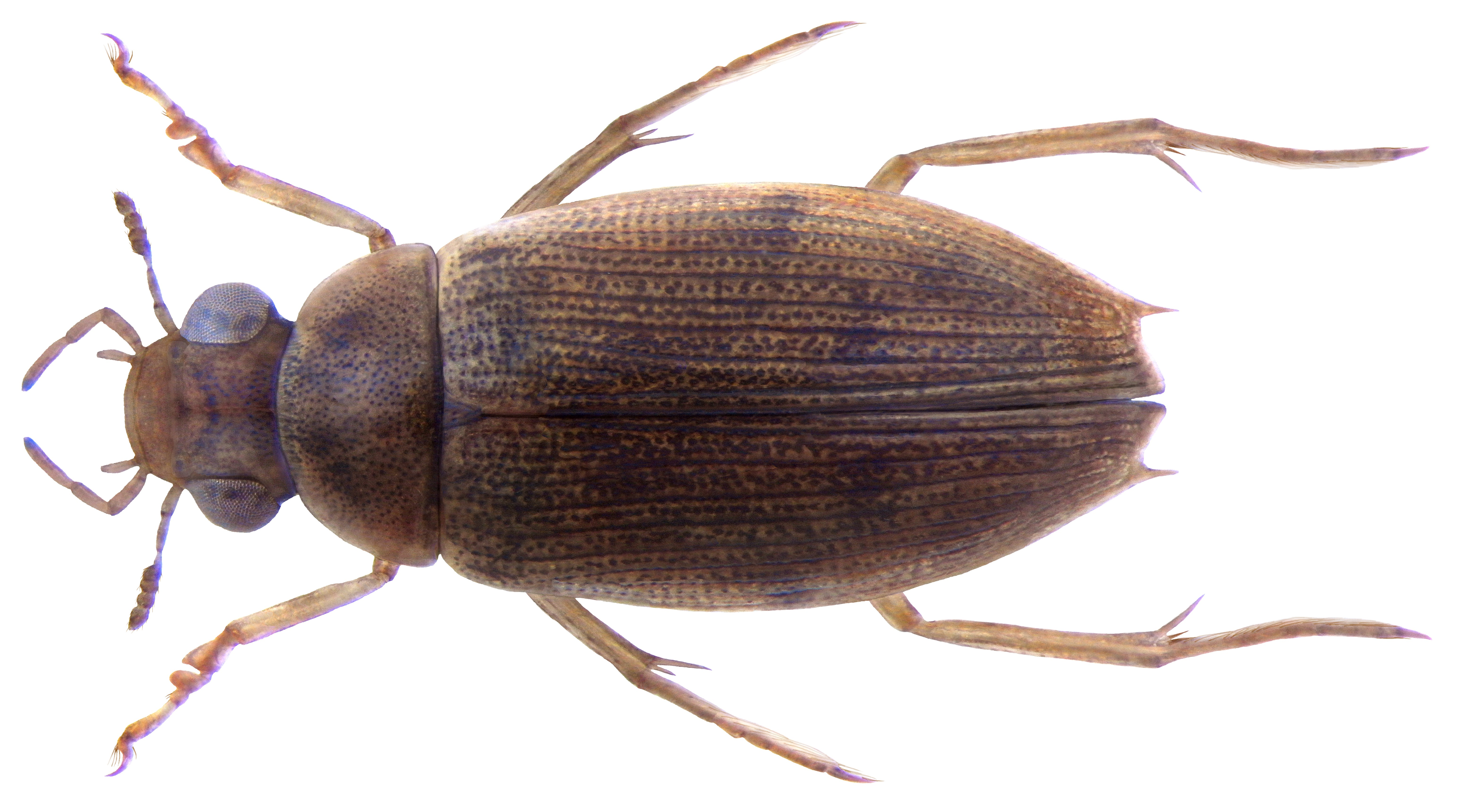
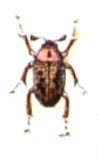
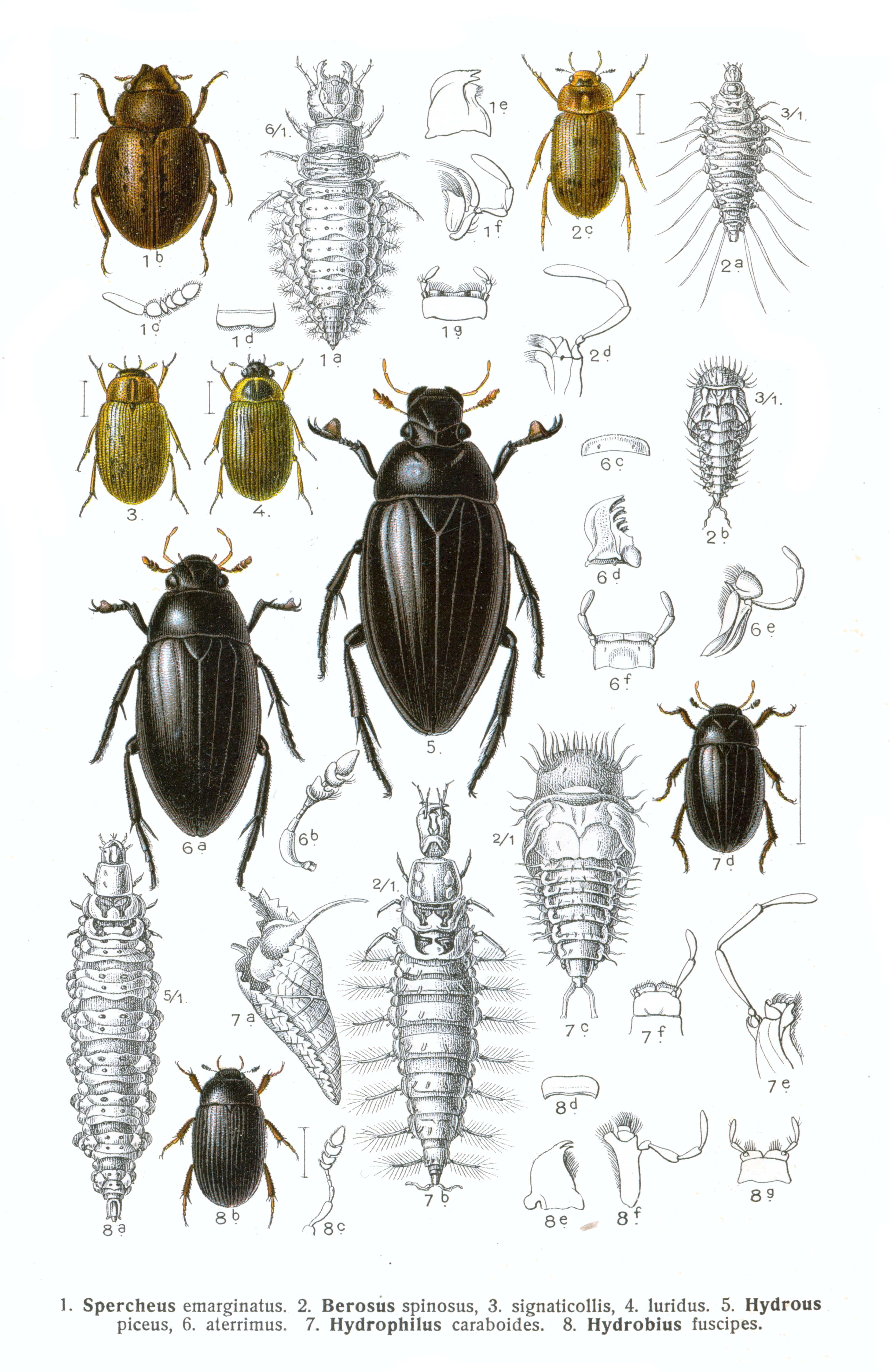

## Dottertaxa tillBerosus, i alfabetisk ordning[1][2]
- Berosus aculeatus
- Berosus arnetti
- Berosus blechrus
- Berosus corrini
- Berosus dolerosus
- Berosus exiguus
- Berosus fraternus
- Berosus fulvus
- Berosus hatchi
- Berosus hoplites
- Berosus infuscatus
- Berosus ingeminatus
- Berosus interstilialis
- Berosus luridus
- Berosus maculosus
- Berosus metalliceps
- Berosus miles
- Berosus moerens
- Berosus notapeltatus
- Berosus ordinatus
- Berosus oregonensis
- Berosus pantherinus
- Berosus peregrinus
- Berosus pugnax
- Berosus punctatissimus
- Berosus rugulosus
- Berosus salvini
- Berosus sayi
- Berosus signaticollis
- Berosus spinosus
- Berosus stribalus
- Berosus stylifer
- Berosus undatus
- Berosus youngi